# Angelitos culones
Angelitos culones es el octavo álbum de estudio de la banda argentina de blues rock Memphis la Blusera, publicado por Warner Music Argentina en 2001.

## Lista de canciones
| N.º   | Título                    | Escritor(es)      | Duración |  |
| 1.    | «Angelitos culones»       | Otero - Beiserman | 3.41     |  |
| 2.    | «Estepario»               | Otero - Beiserman | 3:30     |  |
| 3.    | «Hacia la libertad»       | Otero - Beiserman | 4:12     |  |
| 4.    | «Confundido»              | Otero - Beiserman | 4:30     |  |
| 5.    | «Traigo gasolina»         | Otero - Beiserman | 4:11     |  |
| 6.    | «Enloquecido (el hombre)» | Otero - Beiserman | 3:23     |  |
| 7.    | «Los amantes»             | Otero - Beiserman | 4:43     |  |
| 8.    | «Irresponsable»           | Otero - Beiserman | 3:18     |  |
| 9.    | «Amigo mío»               | Otero - Beiserman | 3:41     |  |
| 10.   | «La potra»                | Otero - Beiserman | 2:57     |  |
| 11.   | «Viaja paloma viaja»      | Otero - Beiserman | 3:22     |  |
| 42:19 |                           |                   |          |  |

## Integrantes
- Adrián Otero - Voz
- Daniel Beiserman - Bajo
- Emilio Villanueva - Saxo
- Alberto García - Guitarra
- Fabián Prado - Teclados
- Eduardo Anneta - Batería
- Sin acreditar: Trompetas, trombones, congas, pandereta y coros